# Paulinho Gogó
Maurício Pereira Ribeiro Manfrini (Rio de Janeiro, 5 de janeiro de 1970), conhecido pelo personagem Paulinho Gogó, é um ator, humorista, locutor, dublador, cantor, músico e compositor brasileiro. É casado e pai de três filhos.

## Carreira
Maurício estreou nos palcos em 1992 na peça infantil de teatro “A Bruxinha que era boa”, de Maria Clara Machado. Continuou participando de vários espetáculos infantis, inclusive ficando encarregado pela composição das trilhas sonoras das peças.
Em 1995, passou a ocupar o imaginário dos ouvintes do programa Patrulha da Cidade, da Super Rádio Tupi do Rio de Janeiro. Foi ali que nasceu seu personagem de maior sucesso, Paulinho Gogó, um típico malandro carioca. São bordões da personagem "quem num tem dinheiro, conta história" e "fato venério". Ele deixou a rádio em 7 de fevereiro de 2017.
Paulinho Gogó estreou na televisão em 1999 no programa Na Boca do Povo, apresentando pelo Wagner Montes na CNT. Em 2001, integrou a última temporada da Escolinha do Professor Raimundo, liderada por Chico Anysio. Desde 2004, Paulinho Gogó integra o elenco do programa humorístico A Praça É Nossa do SBT, apresentado por Carlos Alberto de Nóbrega. Em abril de 2020, Manfrini se despede da Praça é Nossa, programa no qual permaneceu 16 anos
Em sua carreira de compositor, além das trilhas sonoras de espetáculos infantis no teatro, Manfrini compôs várias músicas para os personagens d'A Praça, entre eles o próprio Paulinho Gogó, Matheus Ceará, Saideira, Nina, Explicadinho, Deputado João Plenário,  e Caipira. Em parceria com Nilo Pinta, criou as trilhas sonoras das novelas Carrossel, Chiquititas, e Cúmplices de um Resgate, todas do SBT. Compôs ainda músicas as "Não Sou Bandida", em parceria com Flavinho Alencar, gravada por Sula Miranda, e "Meu Coração Não Te Esqueceu", gravada por Leonardo Cavalcante, que se apresentou no programa Ídolos.

## Filmografia

### Televisão
| Ano            | Título                          | Emissora  | Personagem        |
| -------------- | ------------------------------- | --------- | ----------------- |
| 1997           | Mandacaru                       | Manchete  | Soldado           |
| 1999           | Na Boca do Povo                 | CNT       | Paulinho Gogó     |
| 2001           | Escolinha do Professor Raimundo | Globo     | Paulinho Gogó     |
| 2004–2020      | A Praça É Nossa                 | SBT       | Paulinho Gogó     |
| 2018           | A Vila                          | Multishow | Xexéu             |
| 2019–presente  | O Dono do Lar                   | Multishow | Américo           |
| 2020–presente  | Vai que Cola                    | Multishow | Bebeto do Vidigal |
| 2021–presente  | Central de Bicos                | Multishow | Paulinho Gogó     |
| 2023– presente | Bar do Gogó                     | Multishow | Paulinho Gogó     |
| 2024           | Cazalbé, O Herdeiro da Graça    | SBT       | Ele mesmo         |
| 2025– presente | A Praça É Nossa                 | SBT       | Paulinho Gogó     |

### Cinema
| Ano  | Título              | Papel         |
| ---- | ------------------- | ------------- |
| 2018 | Os Farofeiros       | Lima          |
| 2020 | No Gogó do Paulinho | Paulinho Gogó |
| 2022 | Vizinhos            | Toninho       |
| 2024 | Os Farofeiros 2     | Lima          |
| 2024 | Caindo na Real      | Alaor Ribeiro |

## Discografia
2010 - Chovendo Paixão (independente)